# Vera (película de 1986)
Vera es una película dramática semibiográfica brasileña de 1986 escrita y dirigida por Sérgio Toledo. Rodada en São Paulo, está protagonizada por Ana Beatriz Nogueira, Norma Blum, Raúl Cortez, Carlos Kroeber y Aída Leiner. La película está basada en la vida de Anderson Bigode Herzer, un hombre transgénero más conocido por ser el autor del libro de poemas A queda para o alto (La caída hacia arriba). Tanto el libro como la película cuentan la historia de un hombre trans que intenta encontrarse a sí mismo mientras vive en un internado en São Paulo, pero experimenta muchos prejuicios y experiencias traumáticas.
La concepción inicial del guion de la película surgió a raíz de la investigación realizada por la organización gubernamental brasileña Fundação de Bem-Estar do Menor (Febem), así como de los informes escritos por Herzer en su libro, que se publicó después de su muerte. La financiación de la película provino de Embrafilme y del sector privado.
La actuación de Ana Beatriz Nogueira fue aclamada por la crítica y le valió numerosos premios, entre ellos el Oso de Plata en la categoría de Mejor Actriz en el Festival Internacional de Cine de Berlín, la segunda actriz brasileña en lograrlo después de la victoria de Marcélia Cartaxo por La hora de la estrella.

## Argumento
Bauer (nombre de nacimiento "Vera") es un hombre trans que vive en un centro penitenciario para jóvenes. Después de escribir un libro de versos sobre su vida como un joven con problemas, conoce a un hombre benévolo y educado, que lo ayuda. El hombre incluso le permite pasar algún tiempo en su casa y le consigue un trabajo como pasante en su oficina.
Él adopta su identidad de género y comienza a vestirse como hombre, para finalmente enamorarse de una mujer y hacerse pasar como cisgénero ante su familia.
La película consigue centrarse en la personalidad y los sentimientos de Bauer hasta su trágica muerte.

## Reparto
- Ana Beatriz Nogueira como Bauer
- Norma Blum
- Raúl Cortez como Eduardo Suplicy
- Carlos Kroeber
- Adriana Abujamra
- Cida Almeida
- Liana Duval
- Abrahão Farc
- Aida Leiner
- Imara Reis

## Recepción
En 1986, en el Festival de Brasilia ganó los premios a Mejor Actriz (Nogueira), Mejor Banda Sonora (Arrigo Barnabé) y Mejor Sonido (José Luiz Sasso). En 1987, Nogueira ganó el Oso de Plata a la Mejor Actriz en el 37º Festival Internacional de Cine de Berlín, donde Vera fue nominada a Mejor Película. En el Festival de los Tres Continentes Nogueira recibió una mención honorífica.